# Отегчение
Отегчение или скука е психологическо състояние, в което даден индивид чувства липса на интерес и ангажираност, както и неспособност да се концентрира върху определена дейност. Като синоним на "скука" може да се използва "отегчение".
В това състояние човек може да изпитва главоболие, както и да чувства, че има вероятност да умре от скука. То възниква не само когато човек няма какво да прави, а и когато е принуден да прави нещо, към което не усеща емоционална привързаност. Скуката често е свързана с депресия и меланхолия. Човек изпада в тези състояния, когато заобикалящата го среда е монотонна и лишена от стимули.